# Pinus strobiformis
El pino blanco de Chihuahua (Pinus strobiformis) es un árbol de la familia Pinaceae de hasta 30 m de alto, corteza gruesa grisácea, copa cónica y abierta con ramas esparcidas en los adultos. Es originario desde las montañas del suroeste de Estados Unidos hasta el norte de México, hasta Durango y Tamaulipas, Jalisco y el sur de San Luis Potosí entre los 1900 y 3500 metros de altitud.

## Descripción

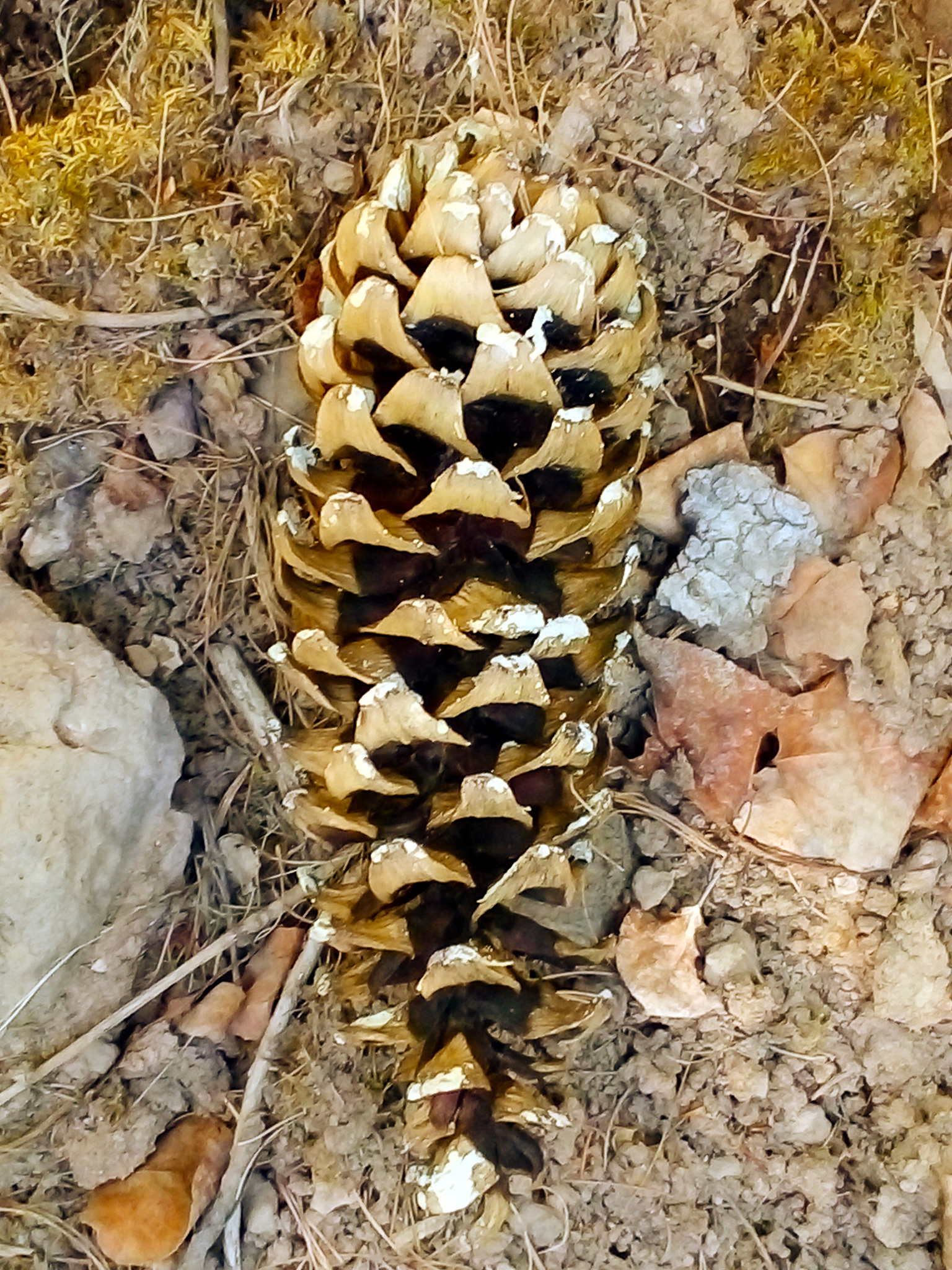
Cono; Madera, Chihuahua, México

Tiene hojas en grupos de 5, muy raramente 6, de 5 a 12 cm, delgadas y flexibles. La base de las hojas jóvenes envuelta en una vaina de hasta 2.5 cm desprendible. Sus conos maduros varían mucho pero son principalmente cilíndricos a ovoides usualmente muy largos, de 12 a 60 cm por 7 a 11. Están cubiertos por 70 a 120 escamas curvas. Las escamas desarrollan una saliente (apófisis) más o menos larga y curva, amarilla a ocre oscuro, usualmente muy resinosa.